# Green woodworking

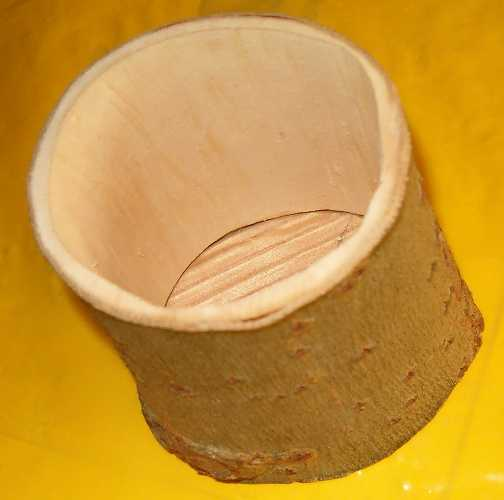
Boîte en épicéa réalisée à l'aide de bois vert.

Le terme anglais « green woodworking  »  ou « greenwoodworking  » désigne en Angleterre et aux États-Unis, une forme d'artisanat du bois ou, en termes généraux, de charpenterie, qui transforme du bois vert, ou non séché en éléments finis.  
Le bois non séché, est du bois fraîchement abattu ou conservé humide dans une auge remplie d'eau ou un étang pour maintenir sa teneur en humidité élevée. Le bois vert est beaucoup plus mou que le bois sec et est donc beaucoup plus facile à façonner avec des outils à main. Lorsque l'humidité abandonne le bois, un retrait se produit, qui peut être utilisé par le green woodworker pour assurer des joints serrés dans son travail. Pour améliorer l'effet du retrait, la moitié d'un assemblage peut être séchée de force dans un four simple tandis que son complément d'encastrement est laissé vert. Les composants se resserrent les uns contre les autres lorsque les pièces échangent de l'humidité et approchent de l'équilibre avec l'environnement. Le gonflement du tenon sec à l'intérieur de la mortaise «verte» rétrécie permet d'assurer un joint étanche et permanent malgré l'absence d'adhésif.  
Le terme anglais bodging désigne une profession traditionnelle du travail sur bois vert, qui  fabriquait dans la forêt, les composants des chaises, et les exportait vers des ateliers où les chaises complètes étaient assemblées par des fabricants de meubles appelés « cabinetmakers  ». La chaise windsor est l’expression ultime de l'art du bodger. 
Le green woodworking a connu un renouveau récent en raison de sa couverture médiatique accrue et de la renaissance du travail du bois à la main en général. 
Une des figures du greenwoodworking est la femme transgenre américaine Jennie Alexander. 

## Voir également
- Bois cintré